# Mike van der Kooy
Mike van der Kooy (Utrecht, 30 gennaio 1989) è un ex calciatore olandese, di ruolo difensore.

## Carriera

### Club
Cresciuto nel settore giovanile dell'Utrecht, ha esordito in prima squadra il 3 febbraio 2008 disputando l'incontro di Eredivisie vinto 2-0 contro il Willem II. In seguito è stato girato in prestito all'TOP Oss, in seconda divisione. Dal 2010 al 2012 ha militato nell'AGOVV, sempre in seconda divisione. Ha chiuso la sua carriera nelle serie dilettantistiche con DOVO, Genemuiden e DHSC.

### Nazionale
Ha giocato nelle nazionali giovanili olandesi Under-15, Under-16 ed Under-17.

## Statistiche

### Presenze e reti nei club
| Stagione        | Squadra         | Campionato      | Campionato | Campionato | Coppe nazionali | Coppe nazionali | Coppe nazionali | Coppe continentali | Coppe continentali | Coppe continentali | Altre coppe | Altre coppe | Altre coppe | Totale | Totale |
| Stagione        | Squadra         | Comp            | Pres       | Reti       | Comp            | Pres            | Reti            | Comp               | Pres               | Reti               | Comp        | Pres        | Reti        | Pres   | Reti   |
| --------------- | --------------- | --------------- | ---------- | ---------- | --------------- | --------------- | --------------- | ------------------ | ------------------ | ------------------ | ----------- | ----------- | ----------- | ------ | ------ |
| 2007-2008       | Utrecht         | ED              | 5          | 0          |                 | -               | -               |                    | -                  | -                  |             | -           | -           | 5      | 0      |
| 2008-2009       | Utrecht         | ED              | 0          | 0          |                 | -               | -               |                    | -                  | -                  |             | -           | -           | 0      | 0      |
| lug.-dic. 2009  | Utrecht         | ED              | 0          | 0          |                 | -               | -               |                    | -                  | -                  |             | -           | -           | 0      | 0      |
| Totale Utrecht  | Totale Utrecht  | Totale Utrecht  | 5          | 0          |                 | -               | -               |                    | -                  | -                  |             | -           | -           | 5      | 0      |
| gen.-giu. 2010  | TOP Oss         | EE              | 10         | 1          |                 | -               | -               |                    | -                  | -                  |             | -           | -           | 10     | 1      |
| 2010-2011       | AGOVV           | EE              | 24         | 0          | CO              | 2               | 0               |                    | -                  | -                  |             | -           | -           | 26     | 0      |
| 2011-2012       | AGOVV           | EE              | 13         | 1          | CO              | 1               | 0               |                    | -                  | -                  |             | -           | -           | 14     | 1      |
| Totale AGOVV    | Totale AGOVV    | Totale AGOVV    | 37         | 1          |                 | 3               | 0               |                    | -                  | -                  |             | -           | -           | 40     | 1      |
| Totale carriera | Totale carriera | Totale carriera | 52         | 2          |                 | 3               | 0               |                    | -                  | -                  |             | -           | -           | 55     | 2      |